# Степанянц, Арменак Левонович
Арменак Левонович Степанянц (Степанян; арм. Արմենակ Լևոնի Ստեփանյան; 15 июля 1900, Елизаветполь — 14 декабря 1974, Москва) — советский армянский скульптор. Брат скульптора Сурена Степаняна (1895—1971) и композитора Аро Степаняна (1897—1966). Работал в области декоративной скульптуры (особенно садово-парковой).

## Биография
Родился 15 июля 1900 года в Елизаветполе (ныне Гянджа, Азербайджан). Начал обучаться скульптуре в Баку у В. А. Сергеева. В 1921 году переехал в Москву и поступил на скульптурный факультет ВХУТЕМАСа, где его преподавателями были Б. Д. Королёв и И. М. Чайков.
После окончания вуза в 1925 году остался в Москве. В 1927 году познакомился с П. Д. Кориным, обучался у него рисунку. Под руководством Корина на протяжении нескольких лет выполнял рисунки с античных слепков в Музее изобразительных искусств имени Пушкина. В частности, он копировал на большом картоне слепок «Лаокоона», стремясь добиться детальной передачи формы. В тот период проявилось увлечение Степанянца искусством Леонардо да Винчи и Гвидо Рени, что сказалось на многих его карандашных портретах 1930—1940-х годов.
Одновременно он работал в творческой мастерской С. Д. Меркурова. Занимался работами по формовке вещей, переводу их из гипса в более прочные материалы. 14 апреля 1930 года вместе с Меркуровым снимал посмертную маску с В. В. Маяковского. Помогал Меркурову в работе над образом В. И. Ленина. Опираясь на этот опыт, создал бюст Ленина, который был установлен в Краснопресненском райисполкоме Москвы. И в дальнейшем Арменак Степанянц неоднократно возвращался к работе над образом Ленина. Незадолго до смерти он писал в своей автобиографии: «В настоящее время я работаю над образом В. И. Ленина. Я хочу изобразить Ленина мудрым и задумчивым. Дать правильный образ великого вождя трудового народа и трудно и очень интересно».
Во время учёбы во ВХУТЕМАСе сделал в альбомах множество набросков, находясь на производстве. Вскоре после окончания вуза выполнил несколько барельефов на тему индустриального труда. Первыми скульптурами Арменака Степанянца были статуэтки из гипса, по форме напоминающие каменные изваяния, а также скульптурные вазы. В начале 1930-х годов выполнил ряд одиночных и многофигурных композиций, посвящённых актуальным в то время профессиям: «Трактористка», «Литейщик», «Металлург». В этих скульптурах автор изобразил рабочего человека в привычной производственной среде. К этим работам близки скульптуры на оборонную тематику: «Красноармейцы ударники за изучением пулемёта», «Победительница в состязаниях на значок ГТО», «Осоавиахим». С ними Арменак Степанянц впервые принял участие в художественной выставке «15 лет РККА» в 1933 году. Принимал участие в создании фриза на здании Правительства Армянской ССР в Ереване. В 1932 году вступил в Московский союз советских художников.
В 1930-х годах выполнил 58 скульптур на спортивную тематику, в которых нашли отражение почти все виды спорта: «Пловчиха», «Девушка с мячом», «Бегунья», «Гимнастка», «Теннисистка», «Физкультурник с мячом», «Девушка с веслом», «Юноша с веслом», «Футболисты» и другие. Эти скульптуры были изготовлены из бетона во множестве копий и установлены на спортивных площадках, в метро, и парках Москвы, Ленинграда, Еревана, Баку, Ростова-на-Дону, Сочи и других городов страны. В частности, две скульптуры физкультурников работы Степанянца украшали северный вестибюль станции метро «Охотный Ряд», такие же скульптуры стояли у входа в Дворец физкультуры Московского завода имени Авиахима. Как отмечал журнал «Искусство», его «скульптуры и рисунки отмечены тонкой передачей гармонии человеческого тела».
В 1941—1945 годах жил в Ереване. Работал вместе со скульпторами Н. Б. Никогосяном и Г. И. Кепиновым, живописцами М. А. Асламазян и Д. А. Налбандяном. В этот период он в основном создавал произведения, посвященные Великой Отечественной войне: «Вперёд, за Родину» (эскиз памятника, гипс), «Жертва фашизма» (гипс). Его скульптуры «Рукопашный бой», «Санитарка», «Воин, спасающий старика и ребёнка из пожарища» экспонировались на выставке армянских художников. В работе над скульптурой «Защитница Родины» он обращался к образу армянской девушки Рипсиме, участнице битвы за Керчь. Великой Отечественной войне посвящены также его скульптуры «Сталь фронту» и «Всё для фронта, всё для Победы», экспонировавшиеся в Москве на выставке к 30-летию Победы в 1975 году.
В 1945 году он создал памятник Серго Орджоникидзе (бронза, базальт) для Ленинакана (ныне Гюмри). Совместно с ним над памятником работал скульптор Г. Г. Чубарян. После войны вернулся в Москву, создавал портретные скульптуры, образцы для гончарного производства. Выполнил скульптуру французской патриотки Раймонды Дьен (не сохранилась). В 1950 году выполнил для МГУ портрет исследователя Камчатки С. П. Крашенинникова. В 1954 году совместно с Ю. П. Колесниковым выполнил композицию «Колхозник и колхозница», установленную на крыше павильона «Литовская ССР» на ВДНХ.
В 1960-е годы обращался к мотивам армянской национальной классики. Ряд скульптур Арменака Степанянца был посвящён деятелям армянской культуры. В частности, фигуры Месропа Маштоца и Агатангелоса были установлены в Матенадаране. Скульптору была близка и тема материнства: «Мать, купающая ребенка», «Мать, кормящая ребёнка». В портрете «Мой малыш» он запечатлел своего двухлетнего сына. Арменак Степанянц является автором ряда живописных работ, на которых изображены, в частности, архитектурные пейзажи Москвы и Подмосковья.
Более десятка работ Степанянца находятся в Национальной галерее Армении: «Мать, купающая ребенка» (1928, майолика), «Материнство» (1940, фаянс), «Месроп Маштоц» (1966, фаянс). Также его работы есть в Третьяковской галерее: «Портрет студентки» (1947, мрамор), «Летописец Мовсес Хоренаци» (1950, майолика). Ряд его работ находится в собрании Музея Востока в Москве.
Жил в Москве на улице Грановского, 5. Умер 14 декабря 1974 года.

## Память
В 1976 году в Москве в выставочном зале МОСХ состоялась персональная выставка Арменака Степанянца. Скульптурный портрет Арменака Степанянца, выполненный А. М. Сарксяном в 1944 году, хранится в Доме-музее Ара Саркисяна и Акопа Коджояна в Ереване.

## Семья
- Жена — Галина Яковлевна Разоренова[7]
  - Сын — Карен Арменакович Степанянц, художник[20]
- Брат — Сурен Левонович Степанян (1895—1971), скульптор[6]
- Брат — Аро Левонович Степанян (1897—1966), композитор